# حزب كيبيك الكندي
حزب كيبيك الكندي (بالفرنسية: Parti canadien du Québec) هو حزب سياسي إقليمي في كيبيك كندا، يروج لحقوق اللغة الإنجليزية وثنائية اللغة، مع التركيز بشكل أساسي على إلغاء مشروع قانون 96 وقانون احترام علمانية الدولة. يخوض الحزب مرشحين في الانتخابات العامة في كيبيك لعام 2022.

## السياسات
يزعم الحزب على موقعه على الإنترنت أنه يدعم حقوق الأقليات وحقوق السكان الأصليين والحقوق اللغوية وثنائية اللغة والحرية الدينية والوحدة الوطنية الكندية.